# Hannes Steinert
Hannes Steinert (* 13. Februar 1954 in Stuttgart) ist ein deutscher Maler.

## Leben
Steinert studierte von 1977 bis 1980 an der Freien Kunstschule in Nürtingen und von 1981 bis 1986 an der Staatlichen Akademie der Bildenden Künste in Stuttgart. 1984 erhielt er den Akademiepreis und arbeitet seit 1986 als freischaffender Künstler. 1989 bekam er ein Stipendium der Kulturstiftung Baden-Württemberg. Von 1989 bis 1993 wirkte er als Dozent an der Kunstschule Filderstadt, von 1993 bis 1995 als Dozent an der Kolpingkunstschule Stuttgart. 1999 bekam er ein Stipendium des Landes Schleswig-Holstein und wirkte ein Jahr lang im Künstlerhaus Lauenburg an der Elbe.

## Werk
Von Anbeginn seiner Arbeit als Künstler war er ein Beobachter und Kommentator der Schwulenbewegung in Deutschland. Von seinem frühen Werk bis heute hat er die männliche Erotik zu einem seiner Hauptthemen gemacht. Als offen schwuler Künstler hat er selbst seine Bilder und sein Werk von Anfang an als Teil der Emanzipationsbewegung der Schwulen verstanden. Seinen Entschluss, „ganz selbstbewußt offen schwul zu leben,“ datierte Steinert in einem Interview auf 1977. Damals habe auch seine künstlerische Hinwendung zu Männerakt-Motiven begonnen, doch er habe sich erst 1992 für die Ausstellung Homoerotische Zeichnungen „getraut, diese Arbeiten öffentlich zu zeigen. Das war sozusagen mein künstlerisches Coming-out.“
Seit 1982 war er an zahlreichen Gruppen- und Einzelausstellungen im In- und Ausland beteiligt. Zudem wurden von ihm Buchillustrationen sowie Kataloge und Bücher veröffentlicht.
Steinerts Zeichnungen der 1990er Jahre sind durch ein Gewirr von Linien gekennzeichnet. In einem Interview auf dieses „Krickelkrakel“ angesprochen, erläuterte er diese Eigenheit seiner künstlerischen Handschrift: „Ja, auf den ersten Blick wirken die Zeichnungen unförmig. Meine Absicht ist, eine freie, autonome Handzeichnung zu entwickeln. Der ungeübte Betrachter neigt dazu, die Dinge perfekt zu sehen. Den Leuten fällt immer gleich auf, wenn etwas unförmig dargestellt wird, also Krickelkrakel (...) Kindliches Zeichnen hat mich immer fasziniert. Nach meinem Akademiestudium merkte ich, wie steif und festgefahren ich in meiner Ausdrucksform geworden war. Also habe ich als Erwachsener versucht, mir nach und nach das kindliche Zeichnen wieder anzueignen. Aber so, daß man sieht, daß es ein Erwachsener gemacht hat, kein Kind. Das war ein ganz langer Weg.“ Er versteht dies als seine Weise, über das „reine Abbilden eines Gegenstandes“ hinauszugelangen und ihn durch seine zeichnerische Interpretation in Kunst zu verwandeln.

## Veröffentlichungen (unvollständig)
- Frühe Landschaften 1977 bis 1985, Herausgeber Kunstkabinett Kirchheim, mit Beiträgen von Thomas Breimaier, Gerhard van der Grinten und Stephan Wünsche.
- Materialbilder, Collagen 1992, Herausgeber Galerie KEIM, mit einem Beitrag von Gerhard van der Grinten.
- Rainer Schultheiß,  Stephan Wünsche, Uwe Schaad: Hannes Steinert – Homoerotische Zeichnungen und Bilder. Eine Ausstellung zur Unterstützung der Aids-Initiative Karlsruhe und der Aids-Hilfe München. Hrsg.: Buchladen Männerschwarm und Hannes Steinert (= Buchladen Männerschwarm [Hrsg.]: Männerschwarmskript. Band 7). Buchladen Männerschwarm, Hamburg 1992, ISBN 3-928983-05-9.
- Malerei Zeichnung Collage 1986, Herausgeber Kunstkabinett Kirchheim, mit Beiträgen von Rainer Schultheiss.
- Mehr Wärme für das kalte Land, Herausgeber Kunstverein Lüneburg, mit Beiträgen von Franz Joseph van der Grinten, Friedhelm Mennekes und Johannes Röhring